# Revolta lui Pugaciov
Revolta lui Pugaciov (sau Revolta cazacilor) din perioada 1773 - 1775 a fost episodul principal dintr-o serie de mișcări populare de protest care au avut loc în Rusia după urcarea pe tron a împărătesei Ecaterina a II-a.